# Thumatha tramontana
Thumatha tramontana là một loài bướm đêm thuộc phân họ Arctiinae, họ Erebidae.